# Liste der Kulturgüter in Konolfingen
Die Liste der Kulturgüter in Konolfingen enthält alle Objekte in der Gemeinde Konolfingen im Kanton Bern, die gemäss der Haager Konvention zum Schutz von Kulturgut bei bewaffneten Konflikten, dem Bundesgesetz vom 20. Juni 2014 über den Schutz der Kulturgüter bei bewaffneten Konflikten sowie der Verordnung vom 29. Oktober 2014 über den Schutz der Kulturgüter bei bewaffneten Konflikten unter Schutz stehen.
Objekte der Kategorie A sind im Gemeindegebiet nicht ausgewiesen, Objekte der Kategorie B sind vollständig in der Liste enthalten, Objekte der Kategorie C fehlen zurzeit (Stand: 6. März 2024). Unter übrige Baudenkmäler sind geschützte Objekte zu finden, die im Bauinventar des Kantons Bern als «schützenswert» verzeichnet sind.

## Kulturgüter
| Foto |                                                             | Objekt                           | Kat. | Typ | Standort                              | Beschreibung |
| ---- | ----------------------------------------------------------- | -------------------------------- | ---- | --- | ------------------------------------- | --- |
| ja   | Datei hochladen · Wikidata zu Landsitz Ursellen (Q29672750) | Landsitz Ursellen KGS-Nr.: 00997 | B    | G   | Ursellen 21 612325 / 191845           | 1712 erbaute und 1751 erweiterte Campagne unter geknicktem Vollwalmdach mit Dachreiter. Das zweigeschossige Gebäude mit sieben Achsen besitzt eine Gartenfront mit Dreieckgiebel und Freitreppe sowie eine imposante Hofanlage.                                                                                           |
| ja   | Datei hochladen · Wikidata zu Schloss Hünigen (Q1423722)    | Schloss Hünigen KGS-Nr.: 00998   | B    | G   | Freimettigenstrasse 9 614040 / 191300 | Das um 1554 erbaute und mehrmals erweiterte Schloss war von 1922 bis 2011 im Besitz des Evangelischen Gemeinschaftswerks und wird seither als Hotel genutzt. Längsrechteckiger dreigeschossiger Hauptbau mit Mansarddach, die Südfassade besitzt einen Uhrgiebel. Der zweigeschossige Ostflügel stammt aus dem Jahr 1740. |

## Übrige Baudenkmäler
Hinweis: Anstelle der KGS-Nummer wird als Objekt-Identifikator (ID) die Grundstücksnummer verwendet.
| ID   | Foto |                                                                                              | Objekt                                           | Typ | Standort                                          | Beschreibung |
| ---- | ---- | -------------------------------------------------------------------------------------------- | ------------------------------------------------ | --- | ------------------------------------------------- | ------------ |
| 98   | BW   | Datei hochladen                                                                              | Speicher (1. Hälfte 18. Jh.)                     | G   | Gysenstein, Dorf 381b 611580 / 193178             |              |
| 148  | BW   | Datei hochladen                                                                              | Bauernhaus (1849)                                | G   | Unterdorfstrasse 9 614790 / 193105                |              |
| 151  | BW   | Datei hochladen                                                                              | Bauernhaus (um 1830)                             | G   | Obermoos 80 612365 / 192461                       |              |
| 165  | BW   | Datei hochladen                                                                              | Stöckli (1831)                                   | G   | Gysenstein, Dorf 379 611630 / 193260              |              |
| 173  | BW   | Datei hochladen                                                                              | Speicher (um 1700)                               | G   | Unterdorfstrasse 3a 614717 / 193134               |              |
| 229  | ja   | Datei hochladen · Wikidata zu Ehemaliges Gasthaus Bären und heutiges Dorfmuseum (Q107263451) | Ehemaliges Gasthaus Bären / Dorfmuseum (um 1820) | G   | Burgdorfstrasse 85 614762 / 193310                |              |
| 240  | BW   | Datei hochladen                                                                              | Bauernhaus (1896)                                | G   | Oberdorfstrasse 2 614746 / 193342                 |              |
| 249  | BW   | Datei hochladen                                                                              | Bauernhaus (1635)                                | G   | Ursellen 48 612712 / 191954                       |              |
| 282  | BW   | Datei hochladen                                                                              | Wohnhaus / Scheune (um 1750)                     | G   | Längfeld 93 613141 / 192650                       |              |
| 310  | BW   | Datei hochladen                                                                              | Stöckli (um 1800)                                | G   | Gysenstein, Dorf 368d 611711 / 193189             |              |
| 324  | BW   | Datei hochladen                                                                              | Bauernhaus (2. Hälfte 19. Jh.)                   | G   | Gysenstein, Herolfingen 266 611838 / 194497       |              |
| 393  | BW   | Datei hochladen                                                                              | Speicher (18. Jh.)                               | G   | Gysenstein, Ballenbühl 471b 612432 / 193174       |              |
| 421  | BW   | Datei hochladen                                                                              | Bauernhaus (1841)                                | G   | Gysenstein, Nieder-Gysenstein 353 611652 / 193721 |              |
| 445  | BW   | Datei hochladen                                                                              | Wohnhaus (1. Hälfte 19. Jh.)                     | G   | Burgdorfstrasse 82 614817 / 193394                |              |
| 449  | BW   | Datei hochladen                                                                              | Speicher (1715)                                  | G   | Gysenstein, Dorf 362c 611687 / 193321             |              |
| 449  | BW   | Datei hochladen                                                                              | Speicher (17. Jh.)                               | G   | Gysenstein, Dorf 363, 364 611669 / 193288         |              |
| 487  | BW   | Datei hochladen                                                                              | Bauernhaus (1836)                                | G   | Hötschigen 566 613689 / 193407                    |              |
| 517  | BW   | Datei hochladen                                                                              | Speicher (1731)                                  | G   | Hötschigen 577a 614173 / 193082                   |              |
| 562  | BW   | Datei hochladen                                                                              | Wohn- und Geschäftshaus (1906)                   | G   | Burgdorfstrasse 9 613951 / 192299                 |              |
| 570  | BW   | Datei hochladen                                                                              | Stöckli (1. Hälfte 19. Jh.)                      | G   | Leimgrubenstrasse 32 613078 / 191326              |              |
| 575  | BW   | Datei hochladen                                                                              | Stöckli (1818)                                   | G   | Gysenstein, Dorf 376 611627 / 193297              |              |
| 737  | BW   | Datei hochladen                                                                              | Bauernhaus (18. Jh.)                             | G   | Dornacker 26 612093 / 191946                      |              |
| 741  | BW   | Datei hochladen                                                                              | Wohnstock (Mitte 19. Jh.)                        | G   | Kehr 609 615215 / 193167                          |              |
| 759  | BW   | Datei hochladen                                                                              | Speicher (17. Jh.)                               | G   | Hötschigen 576b 614038 / 193003                   |              |
| 790  | BW   | Datei hochladen                                                                              | Bauernhaus (Mitte 18. Jh.)                       | G   | Gysenstein, Hürnberg 454 612239 / 193307          |              |
| 858  | BW   | Datei hochladen                                                                              | Ehemaliges Taunerhaus (frühes 19. Jh.)           | G   | Gysenstein, Dorf 374 611673 / 193130              |              |
| 899  | BW   | Datei hochladen                                                                              | Bauernhaus (1832)                                | G   | Gysenstein, Herolfingen 274 612017 / 194291       |              |
| 899  | BW   | Datei hochladen                                                                              | Speicher (16. Jh.)                               | G   | Gysenstein, Herolfingen 274b 612034 / 194324      |              |
| 899  | ja   | Datei hochladen                                                                              | Ofenhaus (1821)                                  | G   | Gysenstein, Herolfingen 274c 612041 / 194288      |              |
| 908  | BW   | Datei hochladen                                                                              | Wohnhaus (um 1900)                               | G   | Burgdorfstrasse 87 614785 / 193378                |              |
| 918  | BW   | Datei hochladen                                                                              | Speicher (um 1700)                               | G   | Ursellen 40a 612501 / 192054                      |              |
| 998  | BW   | Datei hochladen                                                                              | Stöckli (frühes 19. Jh.)                         | G   | Ursellen 44 612616 / 192009                       |              |
| 998  | BW   | Datei hochladen                                                                              | Bauernhaus (1657)                                | G   | Ursellen 45 612622 / 191983                       |              |
| 1008 | BW   | Datei hochladen                                                                              | Bauernhaus (frühes 18. Jh.)                      | G   | Oberdorfstrasse 4 614695 / 193306                 |              |
| 1022 | BW   | Datei hochladen                                                                              | Wohnhaus (1904)                                  | G   | Burgdorfstrasse 21 614067 / 192500                |              |
| 1057 | BW   | Datei hochladen                                                                              | Speicher (Mitte 18. Jh.)                         | G   | Leimgrube 5a 612843 / 191314                      |              |
| 1088 | BW   | Datei hochladen                                                                              | Speicher (um 1700)                               | G   | Oberdorfstrasse 4a 614679 / 193294                |              |
| 1810 | BW   | Datei hochladen                                                                              | Bauernhaus (Mitte 18. Jh.)                       | G   | Finkenweg 5 613315 / 192266                       |              |
| 1880 | BW   | Datei hochladen                                                                              | Ehemaliges Wirtshaus Rössli (um 1800)            | G   | Gysenstein, Ballenbühl 473 612470 / 193126        |              |
| 1902 | BW   | Datei hochladen                                                                              | Bauernhaus (Mitte 18. Jh.)                       | G   | Tonisbachstrasse 3 613354 / 192406                |              |
| 1918 | BW   | Datei hochladen                                                                              | Wohnstock (1860)                                 | G   | Oberdorfstrasse 6 614658 / 193305                 |              |
| 1960 | BW   | Datei hochladen                                                                              | Wohnstock (1839)                                 | G   | Flurweg 27 612777 / 191976                        |              |
| 1961 | BW   | Datei hochladen                                                                              | Bauernhaus (1. Hälfte 19. Jh.)                   | G   | Flurweg 25 612791 / 192006                        |              |
| 2033 | BW   | Datei hochladen                                                                              | Wohnhaus (um 1900)                               | G   | Thunstrasse 50 613939 / 191080                    |              |
| 2082 | BW   | Datei hochladen                                                                              | Stöckli (frühes 19. Jh.)                         | G   | Leimgrubenstrasse 16 613644 / 191177              |              |
| 2108 | BW   | Datei hochladen                                                                              | Speicher (17. Jh.)                               | G   | Lochenbergweg 17a 613210 / 190634                 |              |
| 2112 | BW   | Datei hochladen                                                                              | Bauernhaus (um 1800)                             | G   | Hübelistrasse 33 613804 / 191172                  |              |
| 2146 | BW   | Datei hochladen                                                                              | Bauernhaus (1770)                                | G   | Lochenbergweg 3 613584 / 191098                   |              |
| 2182 | BW   | Datei hochladen                                                                              | Speicher (2. Hälfte 18. Jh.)                     | G   | Wolfmattweg 3a 613889 / 190846                    |              |
| 2074 | BW   | Datei hochladen                                                                              | Speicher (1746)                                  | G   | Schützenstrasse 10 613819 / 190964                |              |
| 2098 | BW   | Datei hochladen                                                                              | Speicher (2. Hälfte 18. Jh.)                     | G   | Schützenstrasse 2a 613782 / 191076                |              |
| 2204 | BW   | Datei hochladen                                                                              | Speicher (frühes 18. Jh.)                        | G   | Schützenstrasse 7a 613899 / 190905                |              |
| 2211 | BW   | Datei hochladen                                                                              | Bauernhaus (frühes 19. Jh.)                      | G   | Schützenstrasse 12 613835 / 190931                |              |
| 2497 | BW   | Datei hochladen                                                                              | Bauernhaus (um 1750)                             | G   | Hötschigen 570 614436 / 193692                    |              |
| 2635 | BW   | Datei hochladen                                                                              | Speicher (18. Jh.)                               | G   | Freimettigenstrasse 21b 614177 / 191165           |              |
| 2659 | BW   | Datei hochladen                                                                              | Speicher (17. Jh.)                               | G   | Gysenstein, Herolfingen 262, 263 611854 / 194432  |              |